# Bodensteward
Ein Bodensteward (weibliche Form: Bodenstewardess) beschäftigt sich mit der Abfertigung und Betreuung von Passagieren auf einem Flughafen.
Bodenstewards sind an den Check-in-Schaltern eingesetzt, wo sie die Flugscheine bearbeiten, Bordkarten ausgeben und das Fluggepäck abfertigen. Nach der Wägung wird das Gepäck meist über Laufbänder zur Sicherheitskontrolle und nachfolgend zum jeweiligen Flugzeug transportiert. Die Mitarbeiter, die sich um minderjährige und behinderte Flugpassagiere kümmern, werden ebenfalls als Bodenstewards bezeichnet.
Früher wurden die Positionen oft mit Flugbegleitern besetzt, die aufgrund ihres Alters oder aus anderen Gründen – etwa wegen Fluguntauglichkeit oder als Folge von Disziplinarmaßnahmen – nicht mehr in Flugzeugen eingesetzt wurden. Heute handelt es sich oft um Angestellte mit einer regulären Ausbildung als Luftverkehrskaufmann oder einem ähnlichen Berufsbild; der Bodensteward selbst ist kein anerkannter Ausbildungsberuf. In manchen Flughäfen sind diese Bodenstewards nicht mehr Angestellte der jeweiligen Fluggesellschaft, sondern Mitarbeiter des betreffenden Flughafenbetreibers.
Auch die Gastronomischen Mitarbeiter im laufenden Zugbetrieb werden in diesen Bereich des Bodensteward gezählt. Das Beispiel des Intercity-Express-Restaurants oder der Intercity-Bistros ist meist bekannt. Da diese Gastronomie der Arbeit wie im Flugverkehr, „das Bedienen eines Gastes in einem fliegenden Betrieb“, gleichgestellt ist.